# جولیا منینگ
جولیا منینگ (انگلیسی: Julia Manning؛ زادهٔ) بازیکن سابق فوتبال اهل انگلستان است.
وی در تیم ملی فوتبال انگلستان بازی کرده است.